# بلوند (آلبوم آلیزه)
«بلوند» آلبومی از هنرمند اهل فرانسه آلیزه ژاکوته است که در سال ۲۰۱۴ میلادی منتشر شد.